# Distretto di Qingcheng
Il distretto di Qingcheng (清城区S, QīngchéngP) è un distretto della Cina, situato nella provincia del Guangdong e amministrato dalla prefettura di Qingyuan.